# Callezuela
Callezuela (La Caizuela oficialmente en asturiano) es una localidad y capital del concejo asturiano de Illas. Pertenece a la parroquia de Illas. 
Cuenta con una población de 89 habitantes (2009).